# Mary Crosby
Mary Frances Crosby (n. 14 septembrie 1959, Los Angeles, California, SUA) este o actriță americană, singura fiică a actorului/cântărețului Bing Crosby și a celei de-a doua soții a lui, Kathryn Grant. Ea a jucat-o pe Kristin Shepard în serialul de televiziune Dallas (1979–1981, 1991).

## Filmografie selectivă

### Cinema
- 1984 Pirații ghețurilor (The Ice Pirates), regia Stewart Raffill
- 1986 Diligența (Stagecoach), regia Ted Post (film TV)
- 1987 Johann Strauss - regele neîncoronat al valsului (Johann Strauß – Der König ohne Krone), regia Franz Antel
- 2005 Legenda lui Zorro (The Legend of Zorro), regia Martin Campbell

### Televiziune
- 1967 The Danny Thomas Hour : Joan (episodul The Demon Under The Bed)
- 1978 Starsky & Hutch : Leslie Slate (episodul Strange Justice)
- 1978 Pearl : Patricia North (miniserial TV)
- 1979 CHiPs : Chris (episodul Pressure Point)
- 1979 Frați și surori (Brothers and Sisters) : Suzy Cooper (12 episoade)
- 1979-1981	Dallas (Dallas) : Kristin Shepard (28 episoade)
- 1980 Knots Landing : Kristin Shepard